# Nový mlýn (Rybník nad Radbuzou)

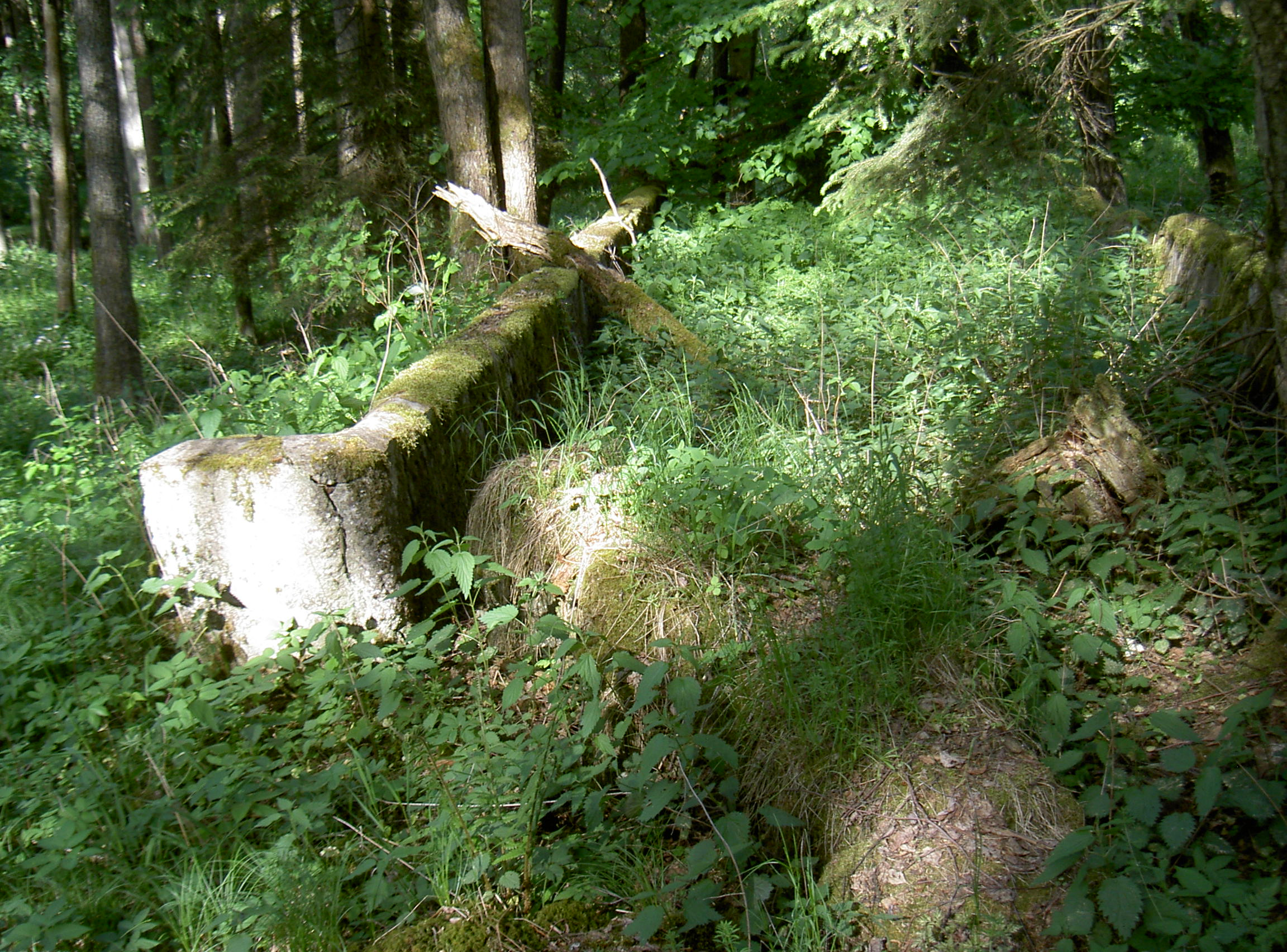
Neumühle, Mauerreste

Nový mlýn (deutsch Neumühle) ist eine Wüstung in der Gemeinde Rybník nad Radbuzou (deutsch Waier) im westböhmischen Okres Domažlice in Tschechien.

## Geographie
Neumühle lag etwa 500 m westlich von Neubäu, 4 km nördlich von Waier, 1 km nördlich von Schwanenbrückl, 6 km westlich von Muttersdorf, 5,7 km südwestlich von Heiligenkreuz auf dem Ostufer der Radbuza direkt am Fluss.

## Geschichte
Auf der Karte „Europa im 18. Jahrhundert“ ist Neumühle noch nicht verzeichnet.
Erst auf den Karten aus dem 19. Jahrhundert taucht Neumühle zwar nicht namentlich, aber als kleines Mühlrad westlich von Neubäu am Ufer der Radbuza auf.
Daraus kann man schließen, dass die Neumühle erst Anfang des 19. Jahrhunderts gegründet wurde.
Im Artikel über Neubäu wird erwähnt, dass sie zu Neubäu gehörte.